# (8076) Foscarini
(8076) Foscarini est un astéroïde de la ceinture principale découvert en 1985. Il a été nommé ainsi en mémoire de Paolo Antonio Foscarini, astronome italien copernicien dont les écrits furent mis à l'index.

## Description
(8076) Foscarini est un astéroïde de la ceinture principale. Il fut découvert le 15 septembre 1985 à La Silla par Henri Debehogne. Il présente une orbite caractérisée par un demi-grand axe de 3,20 UA, une excentricité de 0,18 et une inclinaison de 0,3° par rapport à l'écliptique.

## Compléments